# 杰夫·林德赛
杰夫·林德赛（Jeff Lindsay，1952年7月14日—）是一位美国剧作家和犯罪小说家。他的作品后来被改编成電視劇嗜血法医。他的妻子是欧内斯特·海明威的侄女，也是一位作家。